# Ferdinando d'Asburgo (1609-1641)
Ferdinando d'Asburgo, noto anche come Fernando o Ferdinando d'Austria (San Lorenzo de El Escorial, 16 maggio 1609 – Bruxelles, 9 novembre 1641), è stato un cardinale, arcivescovo cattolico e generale spagnolo, governatore dei Paesi Bassi spagnoli, infante di Spagna, arcivescovo di Toledo (1619-1641), comandante dell'esercito asburgico e dell'Armata delle Fiandre, durante la guerra dei trent'anni (1618-1648).

## Biografia

### Giovinezza

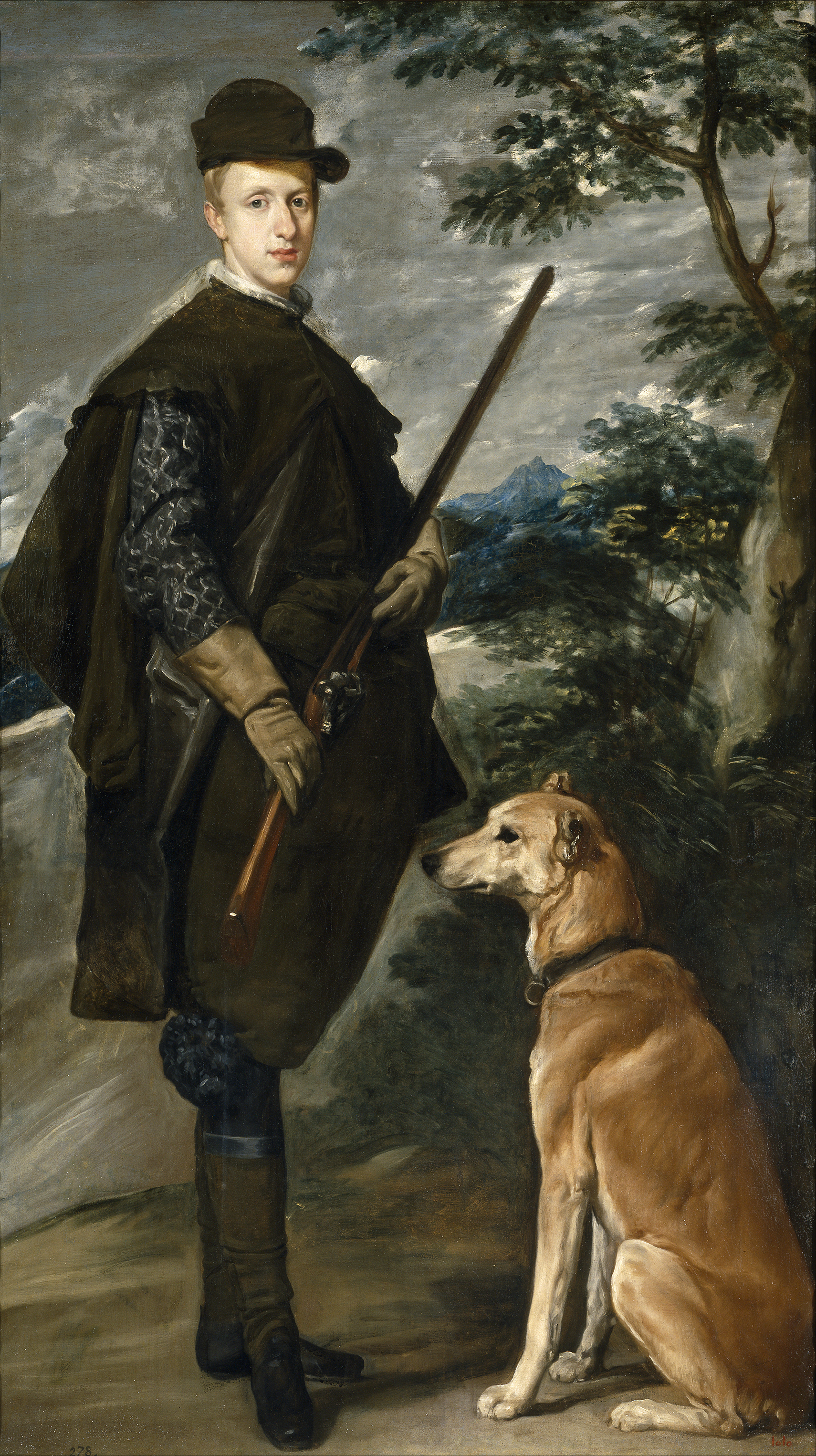
Diego Velázquez, Il cardinal-infante Ferdinando a caccia, 1632-1636, olio su tela, Madrid, Museo del Prado.

Figlio cadetto del re Filippo III di Spagna e della moglie Margherita d'Austria, sorella dell'imperatore Ferdinando II, Ferdinando nacque tra le 14:00 e le 15:00 del 16 maggio 1609 nel palazzo dell'Escorial, nei pressi di Madrid. Venne battezzato il 7 giugno dal cardinale Bernardo de Rojas y Sandoval, arcivescovo di Toledo, ed ebbe quali padrini il principe Filippo, erede al trono spagnolo, e l'infanta Anna, suoi fratelli maggiori.
Ferdinando venne educato alla corte spagnola ed ancora giovanissimo venne avviato alla carriera ecclesiastica. Già dal 1619 venne nominato arcivescovo di Toledo e poi cardinale nel concistoro del 29 luglio dello stesso anno da papa Paolo V. Ufficialmente gli era stato riconosciuto il titolo di "cardinal-infante" che era una combinazione del suo status di cardinale e di principe (infante secondo l'uso della corona castigliana) di Spagna. Ferdinando, le cui inclinazioni personali tendevano alla carriera delle armi, non venne mai ordinato sacerdote, fatto abbastanza comune all'epoca per i membri delle case reali e dell'aristocrazia che venivano avviati ad una carriera in ambito ecclesiastico.

### Viceré di Catalogna e viaggio verso i Paesi Bassi
Sul finire del 1630 il cardinale-infante venne proposto dal Consiglio di Stato quale possibile governatore dei Paesi Bassi spagnoli, quale successore di Isabella Clara Eugenia d'Asburgo. Nonostante l'opposizione manifestata dal conte-duca di Olivares, la presenza di una forte componente a corte favorevole alla nomina di Ferdinando, capeggiata da Juan Alfonso Enríquez de Cabrera, ammiraglio di Castiglia e Antonio Moscoso y Sandoval indusse il valido a cedere. Era tuttavia necessario che Ferdinando acquisisse esperienza negli affari di governo e a tal proposito venne nominato capitano generale e viceré di Catalogna. Ferdinando rimase in Catalogna dal 3 maggio del 1632 all'11 aprile del 1633, assistito nelle sue mansioni da vari consiglieri, tra i quali il più importante fu Iñigo Vélez de Guevara.
Concluso il suo mandato in Catalogna, Ferdinando si imbarcò da Barcellona alla volta di Genova, prima tappa per il suo viaggio verso i Paesi Bassi. Durante il viaggio Ferdinando venne accompagnato da un consistente esercito (la Spagna era ancora in guerra contro le Province Unite): la traversata via mare era resa impossibile dalla superiorità delle navi olandesi su quelle spagnole, perciò il cardinale si recò a Genova nel 1633 per congiungersi a un'armata proveniente da Milano (territorio spagnolo) che lo avrebbe scortato attraverso la Lombardia, il Tirolo, la Svevia, quindi lungo il Reno fino ai Paesi Bassi.
Ferdinando pensò inoltre di rendere più sicuro il tragitto con una striscia di guarnigioni, e di intervenire a supporto dell'esercito del re d'Ungheria Ferdinando, suo cugino, figlio dell'imperatore, alla guida delle armate asburgiche contro gli Svedesi nella guerra dei trent'anni. Ritardato da una malattia, il cardinale inviò intanto metà delle sue armate al comando di Gómez Suárez de Figueroa, duca di Feria: queste truppe però furono sconfitte in un combattimento contro gli Svedesi guidati da Bernardo di Sassonia-Weimar e Gustav Horn. Gli Spagnoli richiesero allora altri 4.000 cavalieri al generale imperiale Albrecht von Wallenstein, ma Wallenstein non poté soddisfare la richiesta. Il cardinal-infante riuscì a riprendere il viaggio solo nel 1634, raccogliendo in Baviera i resti dell'armata di Gómez Suárez, morto in gennaio.

### La battaglia di Nördlingen
Nel frattempo Ferdinando d'Ungheria sconfisse l'esercito svedese a Ratisbona nel luglio 1634; cercò quindi di ricongiungersi alle armate del cugino. Le forze svedesi di Bernardo di Sassonia-Weimar e di Gustav Horn tentarono disperatamente di impedire questa manovra, ma non riuscirono a ingaggiare battaglia con Ferdinando d'Ungheria.
Il cardinal-infante attraversò il Danubio nell'agosto 1634, in settembre le due armate riuscirono a ricongiungersi, e si accamparono a sud di Nördlingen, in Svevia. All'epoca Nördlingen era protetta da una piccola guarnigione svedese; ben presto, anche le armate di Bernardo di Sassonia-Weimar e Gustav Horn raggiunsero Nördlingen, preparando gli eventi per la decisiva battaglia di Nördlingen. I due cugini si prepararono quindi allo scontro, ignorando i consigli dei più esperti generali come Mattia Galasso; Bernardo e Horn fecero lo stesso, ma fra i due sorsero tensioni e rivalità. Inoltre, essi sottovalutarono le forze nemiche, numericamente superiori, a causa di rapporti imprecisi che non tennero conto del fatto che gli uomini del defunto duca di Feria si erano riuniti al cardinal-infante e che quindi stimarono erroneamente le forze nemiche a soli 7.000 fanti, e non 21.000, contro 16.000 fanti svedesi.
La battaglia si concluse con una grande vittoria per i due Asburgo: Gustav Horn fu catturato, l'esercito svedese distrutto e il resto che riuscì a riparare a Heilbronn era solo un'ombra di quanto era stato. La vittoria fu merito soprattutto dell'eccellente fanteria spagnola, i temuti tercios viejos, comandati da Fuenclara, Idiáquez e Toraldo, che surclassarono gli Svedesi, nonostante i miglioramenti attuati da Maurizio d'Orange e del defunto Gustavo II Adolfo di Svezia.

### Governatore dei Paesi Bassi spagnoli
Il re d'Ungheria cercò di convincere il cugino a rimanere per consolidare la loro posizione in Germania, ma il cardinal-infante Ferdinando proseguì con le sue truppe quasi subito dopo la fine della battaglia verso Bruxelles. Alla fine del 1634 entrò nella città accolto come un trionfatore. Vista l'impopolarità del clero cattolico a Bruxelles, egli mise in secondo piano il suo status di cardinale per enfatizzare invece le sue cariche e la gloria mondani. Ferdinando era un abile politico e diplomatico, e in breve tempo riformò il governo e l'esercito: soprattutto, riuscì a conquistare l'appoggio dei Fiamminghi contro la Francia.
Tuttavia, i suoi poteri erano segretamente limitati, e il comandante del suo esercito aveva ordine di ubbidire, se necessario, alle istruzioni che provenivano dalla Spagna e in particolare a quelle del primo ministro conte-duca di Olivares, non a quelle di Ferdinando. Nel 1635 i Francesi attaccarono Namur, con l'intenzione di unirsi agli Olandesi presso Maastricht: ma gli Olandesi esitarono e i Francesi furono costretti alla ritirata. Ferdinando poté così riprendere Diest, Goch, Gennep, Limburgo e Schenk.
Nel 1636 Ferdinando eliminò gli ultimi protestanti dalle Fiandre spagnole e proseguì la sua espansione militare impadronendosi di Hirsen, Châtelet e La Capelle, e rafforzando il Lussemburgo impiegando truppe croate.

### La fine
Il 10 ottobre 1637, però, la città di Breda fu nuovamente espugnata dopo dieci mesi di assedio da Federico Enrico d'Orange dopo essere rimasta sotto il dominio spagnolo per 12 anni. Nonostante i ripetuti tentativi, il cardinal-infante non riuscì a riconquistare questa fortezza di grande importanza strategica, indebolendo quindi la sua posizione non solo nei confronti degli Olandesi, ma anche dei suoi nemici a corte a Madrid. Ferdinando perse inoltre Chapelles, Landrey e Damvilliers contro i Francesi, e non solo non fu in grado di espugnare Maubeuge ma fu costretto a cedere molto terreno ai suoi avversari nel provarvi. Le conquiste di Anversa, Chastillon e Geldern negli anni seguenti non compensarono la perdita dell'importante città di Arras nel 1640.
Più pericolosi dei suoi nemici sul campo erano, tuttavia, i suoi avversari nella corte di Madrid. Allo scopo di rovinare la sua reputazione essi fecero circolare ad arte voci secondo cui egli progettava di staccarsi dalla corona spagnola e diventare sovrano di un regno autonomo dei Paesi Bassi con l'aiuto del re francese, e che a Parigi fossero in atto trattative per farlo sposare con la figlia del duca di Orléans, fratello di Luigi XIII. Nel frattempo, la Spagna attraversava momenti difficili sul piano militare e finanziario: il Portogallo era in rivolta e al cardinal-infante, impegnato nella guerra, venne chiesto di fornire truppe per reprimere la sommossa.
Ferdinando si ammalò mentre era in battaglia nel 1641 e morì il 9 novembre di quell'anno a Bruxelles all'età di 32 anni. I referti medici parlarono di un'ulcera allo stomaco, ma le dicerie a corte erano che fosse stato avvelenato. Ferdinando aveva avuto una figlia illegittima, Marie Anne de la Croix, nata a Bruxelles nel 1641 e morta a Madrid nel 1715, che divenne suora. La salma del cardinale venne trasportata in Spagna nel 1643 e, secondo le sue ultime volontà, vennero recitate per lui 12.000 messe di requiem.
Le dispute su chi dovesse succedergli come governatore generale dei Paesi Bassi incrinarono l'alleanza fra l'imperatore a Vienna (il vecchio compagno d'armi del cardinale, Ferdinando III) e la Spagna. L'imperatore spingeva per suo fratello, l'arciduca Leopoldo Guglielmo, Madrid invece preferiva don Giovanni d'Austria, figlio illegittimo del re Filippo IV e della famosa attrice María Calderón. La nomina dell'impopolare bastardo venne ritardata e di conseguenza la Spagna perse il controllo di una vasta parte dei Paesi Bassi a causa dell'incapacità del governatore ad interim Francisco de Melo, marchese di Terceira.

## Ascendenza
|                             |                        |                           | Genitori                 |  |  | Nonni |  |  | Bisnonni          |  |  | Trisnonni           |  |
|                             |                        |                           |                          |  |  |       |  |  | Carlo V d'Asburgo |  |  | Filippo I d'Asburgo |  |
|                             |                        |                           |                          |  |  |       |  |  | Carlo V d'Asburgo |  |  | Filippo I d'Asburgo |  |
|                             |                        | Giovanna di Castiglia     |                          |  |  |       |  |  | Carlo V d'Asburgo |  |  |                     |  |
| Filippo II di Spagna        |                        |                           |                          |  |  |       |  |  | Carlo V d'Asburgo |  |  |                     |  |
|                             |                        | Isabella d'Aviz           | Manuele I del Portogallo |  |  |       |  |  |                   |  |  |                     |  |
|                             |                        | Isabella d'Aviz           | Manuele I del Portogallo |  |  |       |  |  |                   |  |  |                     |  |
|                             |                        | Isabella d'Aviz           | Maria di Trastámara      |  |  |       |  |  |                   |  |  |                     |  |
| Filippo III di Spagna       |                        | Isabella d'Aviz           |                          |  |  |       |  |  |                   |  |  |                     |  |
|                             |                        | Massimiliano II d'Asburgo | Ferdinando I d'Asburgo   |  |  |       |  |  |                   |  |  |                     |  |
|                             |                        | Massimiliano II d'Asburgo | Ferdinando I d'Asburgo   |  |  |       |  |  |                   |  |  |                     |  |
|                             |                        | Massimiliano II d'Asburgo | Anna Jagellone           |  |  |       |  |  |                   |  |  |                     |  |
| Anna d'Asburgo              |                        | Massimiliano II d'Asburgo |                          |  |  |       |  |  |                   |  |  |                     |  |
|                             |                        | Maria di Spagna           | Carlo V d'Asburgo        |  |  |       |  |  |                   |  |  |                     |  |
|                             |                        | Maria di Spagna           | Carlo V d'Asburgo        |  |  |       |  |  |                   |  |  |                     |  |
|                             |                        | Maria di Spagna           | Isabella d'Aviz          |  |  |       |  |  |                   |  |  |                     |  |
| Ferdinando d'Asburgo        |                        | Maria di Spagna           |                          |  |  |       |  |  |                   |  |  |                     |  |
|                             | Ferdinando I d'Asburgo | Filippo I d'Asburgo       |                          |  |  |       |  |  |                   |  |  |                     |  |
|                             | Ferdinando I d'Asburgo | Filippo I d'Asburgo       |                          |  |  |       |  |  |                   |  |  |                     |  |
|                             | Ferdinando I d'Asburgo | Giovanna di Castiglia     |                          |  |  |       |  |  |                   |  |  |                     |  |
| Carlo II d'Austria          | Ferdinando I d'Asburgo |                           |                          |  |  |       |  |  |                   |  |  |                     |  |
|                             |                        | Anna Jagellone            | Ladislao II di Boemia    |  |  |       |  |  |                   |  |  |                     |  |
|                             |                        | Anna Jagellone            | Ladislao II di Boemia    |  |  |       |  |  |                   |  |  |                     |  |
|                             |                        | Anna Jagellone            | Anna di Foix-Candale     |  |  |       |  |  |                   |  |  |                     |  |
| Margherita d'Austria-Stiria |                        | Anna Jagellone            |                          |  |  |       |  |  |                   |  |  |                     |  |
|                             |                        | Alberto V di Baviera      | Guglielmo IV di Baviera  |  |  |       |  |  |                   |  |  |                     |  |
|                             |                        | Alberto V di Baviera      | Guglielmo IV di Baviera  |  |  |       |  |  |                   |  |  |                     |  |
|                             |                        | Alberto V di Baviera      | Maria Giacomina di Baden |  |  |       |  |  |                   |  |  |                     |  |
| Maria Anna di Baviera       |                        | Alberto V di Baviera      |                          |  |  |       |  |  |                   |  |  |                     |  |
|                             |                        | Anna d'Asburgo            | Ferdinando I d'Asburgo   |  |  |       |  |  |                   |  |  |                     |  |
|                             |                        | Anna d'Asburgo            | Ferdinando I d'Asburgo   |  |  |       |  |  |                   |  |  |                     |  |
|                             |                        | Anna d'Asburgo            | Anna Jagellone           |  |  |       |  |  |                   |  |  |                     |  |
|                             |                        | Anna d'Asburgo            |                          |  |  |       |  |  |                   |  |  |                     |  |